# Modelo super-frango
O Modelo super-frango é um modelo estatístico de produtividade que é executado na maioria das organizações, empresas privadas e sociedades capitalistas. O modelo é baseado em estudo de galinhas pelo biólogo evolucionário da Universidade Purdue, William Muir.

## Experimento
Estudo de frango de William Muir foi focada em produtividade. Para o estudo, ele decidiu usar galinhas porque é fácil de medir a produtividade apenas pela contagem dos ovos. O estudo foi para tentar descobrir o que poderia fazer galinhas mais produtivas. 
Galinhas vivem em grupos, por isso, antes de tudo, Muir selecionou apenas um bando de produtividade média, e não interferiu por seis gerações. Simultaneamente, ele também criou um segundo bando com galinhas individualmente mais produtivas, os "super-frangos", e os colocou juntos em um super-bando, e de cada subsequente geração, ele selecionou apenas os mais produtivos membros para a reprodução.
Depois que seis gerações se passaram, Muir descobriu que o bando médio estava indo muito bem. Eles estavam todos gordos, totalmente emplumados e a produção de ovos havia aumentado dramaticamente. Enquanto no super-grupo, todos, exceto três foram mortos. Os sobreviventes bicaram o resto até a morte. Muir observou que os frangos individualmente produtivos só tinham atingido o seu sucesso através da supressão da produtividade do resto.

## Análogo humano
A maioria dos governos ocidentais, algumas sociedades e organizações privadas seguem o modelo super-frango. O padrão atual de pensamento é aquele que diz que o sucesso é alcançado, escolhendo as grandes estrelas, os homens mais brilhantes do mundo e dando-lhes todos os recursos e todo o poder. No entanto, o resultado no mundo real tem sido o mesmo que no experimento de William Muir: ou seja, agressão, disfunção e muito desperdício de recursos. Se a única e a mais produtiva maneira de ser bem sucedido é através da supressão da produtividade do resto, algumas pessoas sugerem que estas sociedades precisam encontrar uma maneira melhor de trabalho e uma melhor forma para viver.